# Еоха
Еоха (гелски Eochaid ab Rhun, владао 878-889), пети краљ Шкотске.

## Историја
Рођен је као Еоха ап Рун (дословно Еоха, син Рунов), као син краља Стратклајда и кћери првог шкотског краља, Кенета Мекалпина. У тек формираној шкотској краљевини (све до Малколма III) власт није преносила по наслеђу, већ избором међу члановима краљевске породице од стране водећих великаша, заснованим углавном на ратничким заслугама и популарности кандидата. Тако је Еоха наследио свог ујака Аеда, који је 878. погинуо у борби против Викинга. Читава његова владавина протекла је у борби против паганских Викинга (Данаца), који су се управо у то време учврстили у суседној Нортамбрији и Ирској и борили се за превласт над Енглеском са Алфредом Великим (871-899), краљем Весекса. Погинуо је 889. године у борби против Викинга. Наследио га је брат од ујака, Доналд II, син краља Константина I.